# 吉川肇
吉川 肇(よしかわ はじめ、1994年6月16日 - ）は、テレビ東京のプロデューサー・監督・脚本家。早稲田大学教育学部卒業。テレビ東京制作局ドラマ室所属。

## 人物
- 兵庫県尼崎市出身
- 中学時代は不登校、高校中退の経歴があり、お笑いに救われたことをきっかけに大学進学を志す。その後、独学で現役合格を果たして早稲田大学に進学[1]
- 大学卒業後、2017年にテレビ東京入社
- 『青春高校3年C組』などでアシスタントディレクターを経験。2019年には『ザ・ドキュメンタリー 駄菓子屋ROCK』で企画・演出。2021年にはHuluによる、35歳以下を対象とした映像クリエイターの発掘および育成プロジェクト『U-35クリエイターズチャレンジ（HU35）』にてファイナリストに選ばれ、『瑠璃とカラス』で映画監督・脚本デビュー[2]

## 担当番組

### バラエティ
- 青春高校3年C組
- テレ東音楽祭

### ドキュメンタリー
- ザ・ドキュメンタリー 駄菓子屋ROCK（企画・演出）

### ドラマ
- シガテラ（プロデューサー）
- 家政婦クロミは腐った家族を許さない（プロデューサー）

### 映画
- テレビ東京若手映像グランプリ2023「高田馬場ロータリーメモリー」（監督・脚本）
- Hulu U35 クリエイターズ・チャレンジ「瑠璃とカラス」（監督・脚本）